# Stenalcidia addendaria
Stenalcidia addendaria là một loài bướm đêm trong họ Geometridae.